# Tarantini (calciatore)
Tarantini, pseudonimo di Ricardo José Vaz Alves Monteiro (Gestaçô, 7 ottobre 1983), è un allenatore di calcio ed ex calciatore portoghese, di ruolo centrocampista, tecnico del Paredes.

## Caratteristiche tecniche
Gioca come trequartista.

## Carriera
Nato in un villaggio di Gestaçô, a Baião, inizia a giocare nelle giovanili dell'Amaranto. Nel 2001 passa al Covilhã con cui esordisce l'anno successivo nella Liga de Honra. Dopo 5 stagioni si trasferisce prima al Gondomar poi al Portimonense.
Nel 2008 viene acquistato dal Rio Ave, esordendo nella Primeira Liga il 24 agosto in un match pareggiato 1-1 contro il Benfica. La prima rete arriva due anni dopo, il 10 aprile 2011 nella vittoria per 6-1 contro il Paços Ferreira.

## Palmarès

### Club

#### Competizioni nazionali
- Segunda Divisão: 1

Covilhã: 2004-2005 (girone Centro)